# ブレント・スコウクロフト
ブレント・スコウクロフト（Brent Scowcroft, 「スカークロフト」とも表記, 1925年3月19日 - 2020年8月6日）は、アメリカ空軍の軍人。最終階級は空軍中将。フォード政権およびジョージ・H・W・ブッシュ政権の国家安全保障問題担当大統領補佐官を務めたことで知られ、その軍歴から退役後も「スコウクロフト“将軍”」と呼ばれることが多い（事例）。共和党員。

## 来歴・人物
ユタ州オグデン出身。陸軍士官学校を1947年6月に卒業して空軍少尉に任官し、1948年にパイロット資格を得た。コロンビア大学大学院で政治学の修士・博士の学位を得ている。モルモン教徒。
統合参謀本部、空軍参謀本部、国防省国際安全保障局などでの幕僚勤務、ユーゴスラビア駐在武官、陸軍士官学校歴史教官、アメリカ空軍大学政治学部長など教育方面の勤務を経て、空軍中将で退役。リチャード・ニクソン政権で軍事問題担当大統領補佐官、国家安全保障担当次席大統領補佐官を歴任、ジェラルド・R・フォード政権では国家安全保障問題担当大統領補佐官に就任した。
学究肌の軍人で、軍備管理政策を専門とする。在野時代も安全保障問題に関わる大統領諮問委員会の委員を歴任した。ニクソン・フォード政権の外交実務を取り仕切ったヘンリー・キッシンジャーとは極めて親しく、キッシンジャーが設立した国際コンサルティング会社「キッシンジャー・アソシエーツ」に参加、1982年から1988年まで副代表を務めた。自らも「スコウクロフト・グループ」というコンサルティング会社を設立し、代表を務めていた。
1989年、ジョージ・H・W・ブッシュ政権の成立に伴い、国家安全保障問題担当大統領補佐官に再登板する。ニクソン・フォード政権の同僚であり、個人的にも親しく、同じく穏健派の外交路線を志向するブッシュ大統領と共に冷戦の終結、および湾岸戦争に直面した米国外交実務を取り仕切る。なお、コンドリーザ・ライスはこの時代の部下にあたる。
2001年に成立したジョージ・W・ブッシュ政権でも、2001年から2005年まで大統領情報活動諮問会議（PIAB）議長を務める。アフガニスタン侵攻についてはテロ対策としてそれを評価する姿勢を見せたが、イラク戦争には反対の立場を採っている。
1991年、大統領自由勲章を受章。1993年、大英帝国勲章（OBE）をエリザベス2世より受章。
2015年、旭日大綬章受章。
2020年8月6日、死去。95歳没。

## 著書

### 共著
- A World transformed, with George H. W. Bush, (Knopf, 1998).

### 共編著
- Defending Peace and Freedom: toward Strategic Stability in the Year 2000, co-edited  with R. James Woolsey, (University Press of America, 1988).